# HMS Norfolk (78)
«Норфолк» (78) (англ. HMS Norfolk (78) — військовий корабель, важкий крейсер типу «Каунті» однойменного підкласу Королівського військово-морського флоту Великої Британії за часів Другої світової війни.
«Норфолк» виконував завдання у складі різних формувань британського флоту напередодні Другої світової війни, служив у Домашньому флоті, у Вест-Індії, на Середземному морі та Тихому океані. З початком світового конфлікту брав активну участь у бойових діях на морі, бився у Північній Атлантиці, на Середземному морі, біля берегів Франції, Англії та Норвегії, супроводжував арктичні та атлантичні конвої. Особливо відзначився в боях проти німецьких лінкорів «Бісмарк» в Атлантиці та проти «Шарнгорста» біля мису Нордкап. За проявлену мужність та стійкість у боях бойовий корабель заохочений шістьма бойовими відзнаками.

## Історія створення
Важкий крейсер «Норфолк» був закладений 8 липня 1927 року на верфі компанії Fairfield Shipbuilding and Engineering Company, Говані. 12 грудня 1928 року корабель спущений на воду, а 30 квітня 1930 року увійшов до складу Королівських ВМС Великої Британії.

## Дизайн і конструкція

### Загальні дані
Важкий крейсер став четвертим кораблем Королівського флоту, який здобув назву на честь графства Східної Англії. Два перших його попередники були вітрильними лінкорами III класу: перший став до ладу в 1693, брав участь у боях під Малагою (24.08.1704), Тулоном (22.02.1744) і в нападі на Картахену (20.03.1741), в 1755 був перейменований у «Принцес Амелія». Другий «Норфолк», що прийшов йому на зміну в 1757 взяв участь у битві під Пондічері (10.09.1759) і у взятті Маніли (06.10.1762), після чого у 1774 році був розібраний.

#### Проектування
«Норфолк» належав до однойменного, третього підкласу важких крейсерів типу «Каунті», що будувалися у післявоєнний час. Важкі крейсери цього типу мали певні проблеми з бронюванням, які не були вирішені і на кораблях II підтипу, ставши предметом нескінченних дискусій і суперечок. Однак, попри ці спори, 28 жовтня 1926 року модифікований проєкт, автором якого також був В. Дж. Беррі, затвердили, незабаром після чого видали замовлення на будівництво кораблів.
Новий крейсер мав однакові з кораблями попереднього підкласу «Кент» обриси. Основними зовнішніми відмінностями крейсера від однотипних кораблів двох останніх серій було:
- відсутність бортових булевих надбудов і пов'язана з цим зміна основних вимірів;
- інше розташування ярусних майданчиків носової надбудови;
- прожекторні майданчики по обидва боки III димової труби;
- грот-щогла перенесена на корму, ближче до башти «X».

Крім того, «Норфолк» відрізнявся від попередніх серій крейсерів:
- зміненою формою форштевня, що мав більший нахил вперед;
- меншою висотою носової надбудови, позбавленої верхньої платформи;
- іншим розташуванням гармат універсального калібру, корабельних плавзасобів і літакового крана;
- носові надбудові та димарі пересунути в бік корми приблизно на 4,5 м, а також торпедними апаратами, над якими до того ж була відсутня навісна палуба;
- крейсер, подібно до головного корабля I серії «Кент», у середині 1930-х років отримав кормові галереї.

#### Конструкція крейсера
Корпус крейсера мав класичну півбакову конструкцію з похилим форштевнем і крейсерською кормою. Обводи характерні для британської школи кораблебудування: округлі скули корпусу з характерним зламом. Корпус «Норфолка» мав загальну довжину між перпендикулярами — 192,86 м, бімс — 20 м та осадку до 5,5 м. Водотоннажність бойового корабля становила: стандартна — 10 196 та повна — 13 640 довгих тонн відповідно.
Головна енергетична установка крейсера становила чотири триколекторні Адміралтейських котли з пароперегрівником і чотири одноступінчатих турбозубчатих редуктори Брауна-Кертиса. Схема розташування установки — ешелонна. Котли були розташовані у двох котельних відділеннях попарно. Робочий тиск пари — 17,02 атм., робоча температура — +343 °C, нормальний час підготовки корабля до походу — 4 години. Турбозубчаті агрегати (ТЗА) розташовувалися у двох машинних відділеннях.
Проектна потужність силової установки становила 80 000 к. с. При швидкості ходу 14 вузлів кількість оборотів гвинтів склало 120 на хвилину, а при максимальній швидкості — перевищувало 300 об/хв. Значний, 3200—3370 тонн запас нафти давав змогу здійснювати переходи на 13 300—13 700 миль при економічному ході 12 вузлів. При швидкості 14 вузлів дальність плавання зменшувалася до 10 400 миль, при 30,9 вузла — 3100—3300 миль, при 31,5 вузла — 2300 миль. При економній швидкості корабель спалював 2,9 т нафти в годину, а при максимальній — 31,5 т/год. Запас прісної води — 380 т.

### Озброєння
Корабельна артилерія головного калібру (ГК) крейсера «Норфолк»: вісім 203-мм (8-дюймових) гармат BL 8 inch Mk VIII у подвійних корабельних баштах типу Mk.I: «A», «B», «X» та «Y» з гідравлічним приводом. Загальна вага бортового залпу становила 940 тонн, а швидкострільність — 4 постр/хв. 203-мм снаряди пробивали на дальності 10 000 м броню завтовшки 150 мм, на 20 000 м — 80 мм. Боєзапас становив 150 пострілів на ствол.
Допоміжне артилерійське озброєння корабля включало вісім 102-мм універсальних гармат QF 4 inch Mk V з довжиною ствола у 45 калібрів у чотирьох спарених палубних установках Mk.IV. Боєзапас гармат становив 200 снарядів.
Зенітне озброєння складалося з комплексу автоматичних зенітних гармат та кулеметів, а саме восьми 40-мм автоматичних зенітних гармат Vickers QF 2 pounder Mark II, так званих «пом-пом», та восьми 12,7-мм зенітних кулеметів Vickers .50.
Торпедне озброєння крейсера складалося з двох чотиритрубних 21-дюймових (533-мм) торпедних апаратів QRIV у поворотних установках, що розташовувалися на верхній палубі по бортах під платформою установок зенітної артилерії. На кораблі встановлювалися РЛС типів 281В, 283, 293, 274, 277 та 2 зенітних директори HACS Mk. l.
На момент введення «Норфолка» до строю, авіації на ньому не було. Тільки у 1931 році на кораблі були розміщені три гідролітаки «Фейрі Флайкетчер». Порохова поворотна катапульта SIIL фірми Ransomes & Rapier Ltd була встановлена тільки в 1932 році. Літак мав злітну вагу 1351 кг, стелю 6280 м і дальність польоту 400 км. Озброєння становили 2 кулемети і 36 кг бомб. У варіанті з двома поплавками (іноді з вбудованими в них колесами) вага апарату зростала до 1720 кг, а швидкість і стеля знижувалися до 202 км/год і 4260 м.

## Історія служби

### Довоєнний час
1 травня 1930 року важкий крейсер «Норфолк» вийшов з Клайда, а через два дні був призначений до складу 2-ї ескадри крейсерів Атлантичного флоту (у 1932 році перейменований на Домашній Флот), отримавши тактичний номер 78 (з 1947 — С78). До кінця року пройшов 2 5-денних «гарантійних» ремонти і відвідав кілька англійських портів і Антверпен. 8 січня 1931 почався його перший дальній похід: корабель вирушив з Девонпорта в подорож до Вест-Індії, звідки повернувся наприкінці березня. У травні спільно з «Дорсетшир» здійснив похід по Балтиці, відвідавши з візитами ряд балтійських портів.
14 вересня мали початися флотські маневри, але екіпажі кораблів ескадри, що стояла на рейді Інвергордон, відмовилися вийти в море. Страйк на 4 лінкорах, 2 лінійних і 2 важких крейсерах і мінному загороджувачу протікав спокійно, без конфліктів, і припинився після того, як головна вимога страйкуючих — утримання заробітку на колишньому рівні — була задоволена. Проте організаторів виступу покарали, хоча й не дуже суворо.
У січні-березні 1932 року «Норфолк» разом з частиною кораблів 2-ї ескадри зробив навчальний похід до Вест-Індії. Після повернення пройшов профілактичний ремонт, потім відвідав кілька англійських і шотландських портів і взяв участь в параді флоту в затоці Веймут. 15 жовтня «Норфолк» прибув на Бермуди і увійшов до складу загону в ролі флагманського корабля.
2 січня 1934 року почався похід крейсера по портах Атлантичного узбережжя Південної Америки, потім у червні через Панамський канал він пройшов у Тихий океан з візитами ввічливості до Сан-Дієго, Сан-Франциско, Ванкувера і військово-морській базі ВМФ Канади «Ескімо». У жовтні «Норфолк» повернувся на Бермудські Острови і 21 листопада, завершивши вест-індський період своєї служби, вирушив на батьківщину, куди прибув 30 листопада.

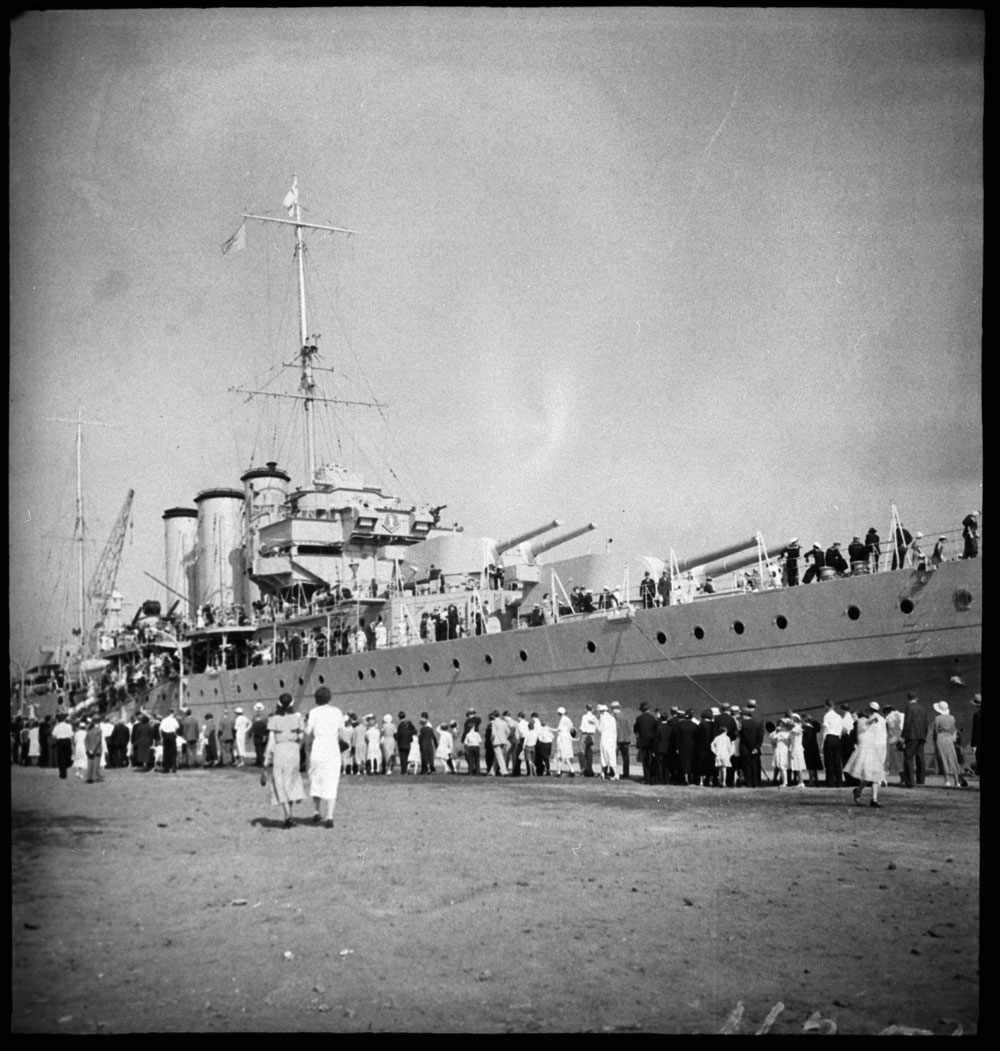
«Норфолк» під час офіційного візиту до канадського Монреаля. 1934

22 січня 1935 року «Норфолк» відправили флагманським кораблем до 4-о крейсерської ескадри Східного флоту. 7 травня він прибув до Коломбо і практично відразу відновив свою представницьку діяльність, «демонструючи» прапор Великої Британії в портах і на островах Індійського океану, східного узбережжя Африки і в Перській затоці.
Під час Абіссинської кризи «Норфолк» разом з легкими крейсерами «Коломбо» та «Емеральд» перевели в Середземне море, де з початку жовтня 1935 вони у складі з'єднання базувалися в Хайфі. На Цейлон крейсери повернулися тільки після скасування бойової готовності флоту в липні 1936. У квітні 1937 «Норфолк» пройшов поверхневий ремонт в Коломбо і через місяць, взяв участь в урочистостях з нагоди коронації короля Георга VI, що проходили на о. Маврикій.
12 червня 1937 року «Норфолк» прибув у Девонпорт і наступні 3 місяці на ньому йшли ремонтні роботи, після закінчення яких крейсер знову призначили в 4-ту ескадру. У зворотний шлях корабель вийшов 10 жовтня і 4 грудня прибув в Тринкомалі. Рівно місяць тому, 4 січня 1938 року, разом з легким крейсером «Емеральд» і «Дорсетшир» з 5-ї ескадри Східного флоту вирушили з Калькутти в Сінгапур, де до квітня проходили флотські маневри, в основному, оборонного характеру. Наприкінці березня 1939 року важкий крейсер вирушив на батьківщину, по дорозі відвідавши Аден (2—4 травня). 24 травня крейсер прибув на ремонтну верф у Плімуті. Після ремонту він повинен був змінити «Девоншир» у складі 1-ї ескадри Середземноморського флоту, але з початком війни його вирішили залишити у 8-ій ескадрі крейсерів Домашнього флоту.

### Друга світова

#### 1939
З початку Другої світової війни важкий крейсер «Норфолк» перебував у складі 8-ї крейсерської ескадри. 25 вересня 1939 року він вийшов зі Скапа-Флоу у свій перший бойовий похід разом з угрупованням командувача Домашнього флоту адмірала Ч. Форбса на прикриття пошкодженої субмарини «Сперфіш», що терпіла лихо в центральній частині Північного моря після бою з німецькими кораблями. Сили прикриття становили 2 лінкори, 2 лінійних, 1 важкий і 6 легких крейсерів, а також есмінці 4-ї, 7-ї і 8-ї флотилій. Наступного дня кораблі Королівського ВМФ атакували німецькі літаки Ju 88 KG 30, які влучили в лінійний крейсер «Худ» (бомба не вибухнула) і досягли серії близьких розривів навколо авіаносця «Арк Роял», оголошеного гітлерівською пропагандою потопленим. Увечері того ж дня підводний човен і кораблі прикриття прибули до Скапа-Флоу. У цій операції для раннього виявлення літаків противника вперше використовувалися радарні станції «тип 79Y», якими були обладнані лінкор «Родні» і легкий крейсер «Шеффілд».
У жовтні «Норфолк» з однотипними крейсерами «Девонширом», «Саффолком» та «Бервіком» переведені до 1-ї крейсерської ескадри Середземноморського флоту. 8 жовтня вони вийшли з Росайта до Александрії.
Однак уже наприкінці жовтня корабель включили до складу однієї з пошукових груп британського флоту, які здійснювали в Південній Атлантиці пошук німецького рейдера «Адмірал граф Шпєе». Пошукова операція закінчилася безрезультатно і 11 листопада крейсер повернувся у води метрополії. На цей раз кораблі Королівського флоту. 18 листопада «Норфолк» спільно з важким крейсером «Саффолк» увійшли до складу так званого «Північного патруля». З 21 до 27 листопада британські крейсери рейдували у водах Данської протоки, безуспішно намагаючись виявити в Північній Атлантиці німецькі лінійні кораблі «Шарнгорст» та «Гнейзенау», які в ході свого рейду потопили британський допоміжний крейсер «Равалпінді». «Норфолк» діяв разом з крейсерами «Саффолк» і «Церес» та «Каліпсо».
О 13:34 28 листопада 1939 року важкий крейсер «Норфолк» при поверненні з Данської протоки до Шетландських островів піддався торпедній атаці німецької субмарини U-47 капітан-лейтенанта Г. Пріна, героя Скапа-Флоу. Ця атака стала ще однією «перемогою» німецької зброї, про яку розтрубило на весь світ берлінське радіо. Однак герой-підводник помилився й вибух, який він спостерігав, стався за кормою крейсера, що було пов'язано з несправністю торпеди.

#### 1940
У лютому 1940 року крейсер залучили до пошуку німецького судна постачання «Альтмарк», яке після потоплення німецького «кишенькового» лінкору «Адмірал граф Шпее», намагалося прорватися до німецьких портів. 16 березня лінкор «Родні», лінійний крейсер «Рінаун» і «Норфолк», котрі стояли на якорі в Скапа-Флоу, піддалися повітряному нальоту літаків противника, які бомбили базу ВМФ і аеродроми в Стромнесс, Бартхаузі і Керкволл. У цей день льотчики Люфтваффе записали на свій рахунок 3 потоплених лінкори і крейсер, хоча в дійсності мали місце попадання в старий лінкор «Айрон Дюк» і крейсер «Норфолк». На останньому бомба потрапила в корму по лівому борту, тут же за вежею «Y», і, пробивши 3 палуби, вибухнула поблизу зарядного льоху. На щастя, бронювання льохів, в даному випадку, виявилося достатнім, але їм погрожувала викликана вибухом пожежа. Крейсер вдалося врятувати, затопивши льох, і 19 березня, після поверхневої закладення великої пробоїни в обшивці лівого борту, «Норфолк» вийшов через Скапа-Флоу, прямуючи на ремонтну верф до Клайда.
З березня до квітня 1940 року перебував на ремонті. Після випробувань, 24 червня повернувся до лав 1-ї крейсерської ескадри.
23-28 серпня 1940 року корабель разом з крейсером «Австралія» здійснив вилазку з Скапа-Флоу до узбережжя Норвегії з метою нанесення удару по каботажному судноплавству супротивника. Полювання на німецькі рибальські судна не вдалося, хоча крейсери дійшли до широти о. Ведмежий, а наліт корабельної авіації на Тромсе не відбувся через погану погоду. Наприкінці вересня лінійний крейсер «Ріпалс» та важкі крейсери «Норфолк» і «Бервік» вийшли на з'єднання з лінійним крейсером «Худ», який щойно вийшовши з Росайт, маючи намір спільно атакувати німецький конвой у Ставангера, але в останню мить операція була скасована і кораблі повернулися на бази.
12 грудня 1940 року до Скапа-Флоу прибув найновітніший авіаносець «Фомідебл», який відразу ж був направлений під ескортом «Норфолка» до Фрітауна, де формувалася нова пошуково-ударна група — З'єднання K, яке повинно було діяти проти чергового німецького рейдера — важкого крейсера («кишенькового» лінкора) «Адмірал Шеєр», який перебував тоді на комунікаціях в Південній Атлантиці.
25 грудня «Норфолк» був терміново відкликаний зі складу З'єднання K на допомогу військовому конвою WS 5A, атакованому німецьким важким крейсером «Адмірал Гіппер». Після півгодинного бою з кораблями ескорту — важким крейсером «Бервік» і легкими «Бонавентуре» і «Данідін» — «Гіппер» пішов у Брест, а «Норфолку», що не встиг взяти участь в акції, довелося повернутися до З'єднання K.

#### 1941
На початку січня 1941 році важкий крейсер був направлений на пошук чергового рейдера — допоміжного крейсера Кригсмаріне «Корморан». Крім пошукової функції крейсер повинен був здійснювати ще й охорону навколишніх морських комунікацій зі Сьєрра-Леоне, так само як і конвоїв на цьому маршруті. Німецький рейдер, перейшовши в Індійський океан, щасливо уникнув зустрічі з британськими крейсерами «Норфолком», «Девоншир» і допоміжним крейсером «Арава», котрі полювали на нього, і корсарствовал ще близько 10 місяців до зустрічі з легким крейсером «Сідней».
У лютому 1941 року, після закінчення операції «Норфолк» був переведений до Північної Атлантики, де у складі Північного патруля знову патрулював Данську протоку. У березні він безрезультатно намагався перехопити німецькі лінійні крейсера «Шарнгорст» та «Гнейзенау», що проривалися до Бреста. На французькій військово-морській базі німецькі лінкори перебували до 12 лютого 1942 року, раптом зробивши разом з важким крейсером «Принц Ойген» свій знаменитий прорив через Ла-Манш.
У середині травня 1941 була помічена активізація німецької повітряної розвідки над Скапа-Флоу. Командувач Домашнього флоту адмірал Джон Тові припустив, що викликана вона підготовкою Кригсмаріне до нової операції в Атлантиці. Першим кроком адмірала стало відправлення 18 травня крейсера «Саффолк» на патрулювання в Данську протоку. 19 травня на посилення «північного патруля» з Гвалфіорда в Ісландії вийшов флагманський крейсер 1-ї ескадри «Норфолк» із командувачем загоном важких крейсерів контрадміралом Ф. Вейк-Волкером на борту. Припущення Тові підтвердилися відомостями британського військово-морського аташе в Стокгольмі про вихід німецьких кораблів, що вийшли з порту окупованої Гдині в море і 21 травня виявили й ідентифікували лінкор «Бісмарк» та важкий крейсер «Принц Ойген». Почалося розгортання британського флоту для запобігання передбачуваного прориву німецьких кораблів в Атлантику.
О 19:22 23 травня один зі спостерігачів на «Саффолк» помітив у вечірній імлі нечіткі силуети двох великих кораблів. Кептен Елліс негайно оголосив бойову тривогу і наказав максимально збільшити швидкість. Відстань до помічених кораблів визначено приблизно в 7 миль. Спочатку з'явилися сумніви щодо їх походження — один зі спостерігачів навіть стверджував, що бачить «Худ» і «Принц Уельський», але незабаром характерні силуети німецьких кораблів були обізнані й послана шифрограма Вейк-Волкеру і Дж. Тові: «Ворог у полі зору». Тим часом «Саффолк» змінив курс і зник в імлі, потім повернувся і встановив радарний контакт з німецькими кораблями.
Отримавши інформацію, флагманський крейсер «Норфолк» швидко попрямував до «Саффолка», посилаючи сигнали тривоги Адміралтейству і закликаючи на допомогу групу віцеадмірала Л. Е. Голланда. Німецькі кораблі також викрили присутність англійського крейсера і збільшили швидкість. «Саффолк» тримався поза дальності досяжності гармат кораблів адмірала Лют'єнса. Менш ніж за годину до нього приєднався «Норфолк», який наблизився до ворога на відстань у 6 миль.
О 20:15 німецький лінкор відкрив вогонь по «Норфолку», який однак швидко вийшов з-під обстрілу і разом з «Саффолком» тримався на певній відстані. Британські крейсери буквально «не спускали очей» з німецьких кораблів, утримуючи їх силуети на екранах своїх радарів і слідуючи за ними, як тіні до підходу групи віцеадмірала Голланда. «Худ» і «Принц Уельський» з'явилися на світанку 24 травня, незабаром після 5.30, коли відстань до ісландського мису Рейк'янес склало 270 миль. Противники готувалися до бою — «Саффолк» і «Норфолк» виконали свою основну задачу і трималися на віддаленні.
О 05:53 24 травня 1941 року був відкритий артилерійський вогонь. Артилерійський бій почався на дистанції 21 000 м, яку незабаром скоротили до 18 000 м. Протягом наступних 10 хвилин Королівський флот зазнав найбільшої поразки у тій війні — після швидкоплинної артилерійської дуелі і фатального влучення у льох з боєприпасами піднявся у повітря «Худ», гордість флоту Великої Британії, і о 6:03 він затонув з усім екіпажем (з 1 421 людини команди лінійного крейсера врятувалися лише троє). Тієї же миті отримав пошкодження і лінкор типу «Кінг Георг V» «Принц Уельський», який швидко поставив димову завісу і вийшов з бою. Німецькі кораблі, користуючись вигідною ситуацією, перервали бойової контакт і пішли в південно-західному напрямку. За ними пішов тільки «Саффолк». «Норфолк» супроводжував пошкоджений «Принц Уельський», тому тимчасово відстав, чекаючи виправлення пошкоджень лінкора.
У перебігу таких подій, пошук і знищення «Бісмарка» стали для Королівського флоту справою честі. Тому до району операції були стягнуті всі наявні сили: 4 лінкори і 2 лінійних крейсери, 2 авіаносці, 12 крейсерів і велика кількість есмінців. Уже 24 травня британські кораблі, що кинулись переслідувати німецьку групу, наздогнали противника і відкрили вогонь з метою затримати його до підходу своїх головних сил. Але після короткого артилерійського бою британці були змушені піти, чим скористався «Принц Ойген», який за наказом адмірала Г.Лют'єнса відокремився від «Бісмарка» і самостійно пішов в Атлантику (згідно з іншою версією, це сам «Бісмарк», щоб дати відірватися від переслідування крейсеру «Принц Ойген», повернув у бік британських кораблів і пов'язав їх коротким боєм). Зрештою, після тижневої погоні німецький лінкор наздогнали і 27 травня він був потоплений у бою з лінкорами «Кінг Георг V» і «Родні» і важкими крейсерами «Норфолк» і «Дорсетшир». «Саффолк» повернувся на базу раніше — близько 12:00 24 травня.
У 1990 році під час підводного обстеження експедицією під керівництвом Р. Балларда уламків «Бісмарка» відзначили, що броня правого борта лінкора має численні вм'ятини і щербини глибиною в кілька сантиметрів — сліди влучень 203-мм снарядів важких крейсерів. За час бою вони випустили по німецькому кораблю 781 снаряд (527 — «Норфолк» і 254 — «Дорсетшир»).
З 3 до 5 червня «Норфолк» з крейсером «Нептун» супроводжували авіаносець «Вікторіос», який забезпечував прикриття з повітря перехід атлантичного конвою WS 8X.
Після ремонту в доках Шетландських островів, 15 вересня 1941 року важкий крейсер «Норфолк» повернувся до 1-ї крейсерської ескадри до виконання завдань з патрулювання та забезпечення ескорту конвоїв і поодиноких кораблів. 18-30 жовтня «Норфолк», 4 есмінці і тральщики охороняли і успішно довели до Архангельська арктичний конвой PQ 2 з 6 британських пароплавів, який вийшов з Ісландії 17 жовтня. Ескортні кораблі перебували в радянських портах недовго, протягом 3—4 днів, в очікуванні зворотних конвоїв.
з 3 по 11 листопада «Норфолк» у ближні охороні ескортував зворотний конвой QP 2, що складався з суден каравану QP 1 і радянських пароплавів, що приєдналися до них. Крейсер потім пішов до Скапа-Флоу, залишивши судна під охороною есмінців і збройних траулерів.

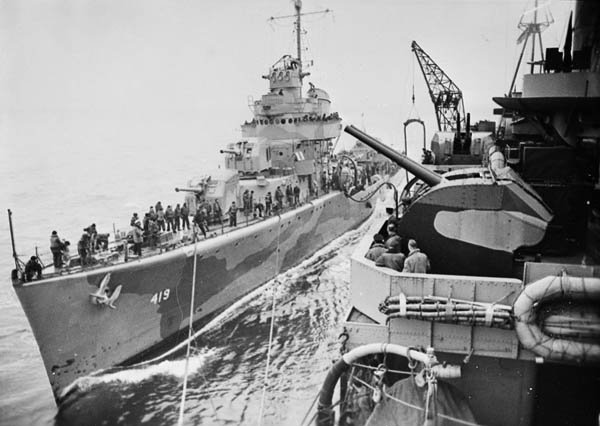
Американський есмінець «Вейнрайт» проводить дозаправлення з борту крейсера «Норфолк». Конвой PQ 17. 1942

#### 1942
На початку лютого 1942 «Норфолк» прибув на ремонтну верф на Тайні, де знаходився до 16 березня. На початку квітня крейсер знову вийшов в арктичні води, разом з легким крейсером «Единбург» і 2 есмінцями здійснюючи охорону конвою PQ 14 з 25 суден, який очолювали лінкори «Кінг Джордж V» та «Герцог Йоркський». Конвой прямував до Кольської затоки, звідки «Норфолк» вийшов на супровід зворотного конвою QP 9.
У середині травня у складі ескадри контрадмірала Г. Барроу брав участь у невдалій операції з прикриття переходу з Мурманська на ремонт до США пошкодженого власною торпедою легкого крейсера «Тринідад»: незважаючи на прекрасне забезпечення переходу, 15 травня крейсер був потоплений авіацією противника.
З 23 по 31 травня 1942 року «Норфолк» з крейсерами «Кент», «Ліверпуль» та «Найджеріа» увійшов до сил крейсерського ескорту великого конвою PQ 16, який супроводжував 35 транспортних суден (21 американське, 4 радянські, 8 британських, 1 голландське та одне під панамським прапором) до Мурманська від берегів Ісландії зі стратегічними вантажами і військовою технікою з США, Канади і Великої Британії. Його супроводжували 17 ескортних кораблів союзників, до острова Ведмежий конвой прикривала ескадра з 4 крейсерів і 3 есмінців. Попри атакам німецького підводного човна U-703, повітряним нападам бомбардувальників He 111 та Ju 88 бомбардувальних ескадр I./KG 26 і KG 30 конвой, втратив сім суден і ще одне повернуло назад на початку походу, дістався свого місця призначення.
30 червня 1942 року «Норфолк» у складі крейсерського з'єднання разом з «Лондон», «Вічита» та «Тускалуза», під командуванням контрадмірала Л.Гамільтона, вийшов з Сейдісфіорда в Ісландії на прикриття арктичного конвою PQ 17 у ролі далекого крейсерського ескорту. 3 липня крейсери приєдналися до конвою, але вже наступного дня кораблі Л.Гамільтона залишили конвой і незабаром повернулися на базу.
Але, конвой PQ 17 спіткала жорстока доля. 4 липня Адміралтейство отримало повідомлення про вихід у море німецького лінкора «Тірпіц» і перший морський лорд адмірал флоту Д.Паунд віддав наказ «Конвою розсіятися!». Супроводжуючі конвой бойові кораблі відкликали для перехоплення «Тірпіца», а усі транспортні судна кинули напризволяще. Як з'ясувалося згодом, інформація про вихід німецького лінкора виявилася хибною, тоді як конвой, залишений без захисту, став легкою здобиччю німецьких підводних човнів і торпедоносців. Як наслідок, 22 транспорти та 2 допоміжних судна зі складу 35 транспортних суден конвою були потоплені.
23 липня важкий крейсер став флагманським кораблем 18-ї ескадри Домашнього флоту. З 7 вересня 1942 року «Норфолк» (прапор віцеадмірала С.Бонем-Картера) разом з крейсерами «Лондон» і «Саффолк» та есмінцями «Веномоус» і «Бульдог» входили до крейсерського прикриття конвою PQ 18, що складався з 39 суден і декількох танкерів. Ціною втрати 13 транспортів PQ 18 прибув до Архангельська, а 18-та ескадра крейсерів була перенацілена на прикриття зворотного конвою QP 14. З 14 по 23 жовтня на крейсері проводився ремонт, після закінчення якого «Норфолк» повернувся до складу 1-ї ескадри крейсерів Домашнього флоту.
31 жовтня важкі крейсери «Камберленд» і «Норфолк» у супроводі 5 есмінців вийшли з Скапа-Флоу для охорони військових транспортів з десантом, який повинен був взяти участь в операції «Смолоскип» — висадці союзників у північно-африканських портах. Самі крейсери після закінчення проводки конвою увійшли до складу Азорського з'єднання прикриття операції. Після виконання завдання «Норфолк» повернувся до метрополії.

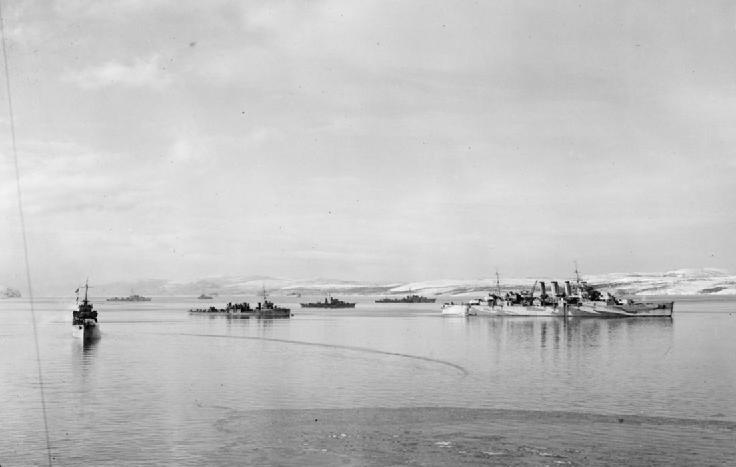
«Норфолк» під час супроводження арктичного конвою. 1943

#### 1943
15 лютого 1943 року з бухти Лох Ю (Шотландія) вийшов черговий арктичний конвой JW 53 з 28 суден, що прямував до Мурманська. Незабаром після виходу в Норвезьке море конвой потрапив у жорстокий шторм, в результаті чого частина транспортів і кораблів охорони отримали пошкодження і були змушені повернутися. У числі їх виявився і легкий крейсер «Шеффілд» зі складу ближнього прикриття конвою, яким командував флагман 10-ї крейсерською ескадри Домашнього флоту контрадмірал Р. Л. Барнетт, який тримав прапор на легкому крейсері «Белфаст». На зміну ушкодженому крейсерові прийшов «Норфолк», який 26 лютого разом з конвоєм прибув до Кольської затоки. Тут же почалося формування зворотного конвою RA 53, судна якого будувалися в кільватерні колони на Кільдінському плесі. Через добу після початку руху каравану з Ваєнги вийшли і основні сили охорони: «Белфаст», «Норфолк», «Камберленд». З 2 по 9 березня крейсери Р.Барнетта здійснювали ближнє прикриття конвою RA 53, потім повернулися до Скапа-Флоу.
З 16 березня по 31 травня 1943 року на верфі в Портсмуті проводився черговий ремонт крейсера, після чого «Норфолк» з крейсерами «Кент» і «Лондон» деякий час ніс патрульно-розвідувальну службу в Північній Атлантиці, оперуючи з баз у Хваль-фіорді і Скапа-Флоу. Восени крейсер повернувся до конвойної служби в полярних водах.
На початку липня крейсер брав участь у проведенні демонстраційної операції «Камера» поблизу норвезьких берегів. За задумом керівництва британського флоту, дії ударного угруповання адмірала Б. Фрезера поблизу Норвегії мали примусити командування Крігсмаріне відволіктися від вторгнення союзних військ до Сицилії й не допустити перекидання частки їхніх сил і засобів до Середземного моря.
Після літньої перерви, наступний арктичний конвой JW 54 вирушив до СРСР двома частинами. 15 листопада з Лох Ю вийшла перша частина — конвой JW 54A з 18 суден, тиждень після цього вийшла друга — JW 54B — 14 суден. Близький ескорт першого конвою становили крейсери адмірала Барнетта («Белфаст», «Норфолк», «Шеффілд»), далеке прикриття — флагманський лінкор командувача флотом Метрополії адмірала Б. Фрезера «Дюк оф Йорк» і есмінці. 24 листопада конвой без втрат увійшов до Кольської затоки, а сили ескорту перейняли під охорону 9 суден зворотного конвою RA 54B, який 9 грудня благополучно досяг Лох Ю.
У другій половині 1943 року, після поразки німецьких військ на Курській дузі, визволення Лівобережної України і форсування Червоною Армією Дніпра, положення в Росії стало критичним для німців. На Східному фронті йшли важкі бої і надходження військової техніки до СРСР мало вирішальне значення. Однак і на півночі загроза конвоям з боку німецької ескадри, що базувалася на норвезькі фіорди, значно зменшилася, оскільки після пошкодження лінкора «Тірпіц» і відправки на плановий ремонт в Німеччину важкого крейсера «Лютцов» активне ядро Крігсмаріне в Арктиці скоротилося до лінійного крейсера «Шарнгорст», 6 есмінців 4-ї флотилії і 24 субмарин. У результаті зниження бойової активності німців у період з початку листопада до середини грудня вдалося без втрат провести 3 арктичні конвої (JW 54A, JW 54B, JW 55A) і 2 зворотних — RA 54A і RA 54B. На найнебезпечнішій ділянці маршруту — південніше острову Ведмежий — вони прикривалися «крейсерською завісою», а далеке прикриття, котре зазвичай складалося з лінкора і легких сил, патрулювало великий район поблизу острова, охороняючи відразу 2 конвої, східний і зворотний, які розминалися саме в цьому регіоні.
Конвой JW 55A, перехід якого також забезпечували крейсери віцеадмірала Барнетта, німці виявили, але не атакували, і його 19 транспортів безперешкодно прибули до радянських портів. 20 грудня командувач Крігсмаріне грос-адмірал К.Деніц домігся у А.Гітлера дозволу атакувати наступний конвой до СРСР і, після отримання 25 грудня даних про наближення конвою JW 55B до о. Ведмежий, наказав Тимчасовому командувачу ударним з'єднанням у Норвегії контрадміралу Е. Бею вийти на перехоплення союзного транспортного конвою. О 19:00 25 грудня німецьке з'єднання з лінійного крейсера «Шарнгорст» (командир капітан-цур-зее Хінтце) і 5 есмінців 4-ї флотилії капітана-цур-зее Йоханнессона вийшло з Алта-фіорда в море. Е.Бей планував завдати удар по конвою близько 10:00 26 грудня, в разі поганої погоди і видимості справу повинні були вирішити торпедні атаки есмінців. О 7:03 26 грудня німецькі кораблі здійснили поворот до точки зустрічі з конвоєм і почали пошук.
Крейсерська група британського адмірала Барнетта вийшла з Кольської затоки разом з конвоєм RA 55A. Однак крейсери прикриття навряд чи одні могли протистояти лінійному кораблю, тому за рішенням адмірала Б. Фрезера на посилення ескорту потай вийшла Оперативна група II. О 6.28 віцеадмірал Барнетт отримав наказ зблизитися з конвоєм JW 55B (конвой RA 55A німці ще не виявили і до цього часу він вже вийшов з небезпечної зони) і вивів своє з'єднання в проміжок між конвоєм та можливим напрямом появи німецьких кораблів.
О 8:34 26 грудня 1943 року «Норфолк» першим встановив радіолокаційний контакт з противником, за ним німецький лінійний корабель був виявлений і радаром флагманського «Белфаст». Противники йшли пересічними курсами і дистанція між ними швидко скорочувалася. Барнетт відразу ж доповів Фрезеру про виявлення ворога і той, усвідомивши обстановку, почав виходити на позицію, що відсікала «Шарнгорст» від норвезьких фіордів. Командир німецького угруповання з метою збереження раптовості нападу на конвой наказав виключити радари, але сам не підозрював про наближення британських крейсерів до нього. Спрацювання над кораблем освітлювальних снарядів британців стало для німців повною несподіванкою.
О 9:29 британський важкий крейсер «Норфолк» першим відкрив вогонь. Німецький лінкор негайно відповів залпами артилерії головного калібру і змінив курс, намагаючись ухилитися від бою. Протягом 20-хвилинної перестрілки в «Шарнхорст» влучило три 203-мм снаряди, проте «Шарнхорст» зміг відірватися від британських крейсерів і спробував атакувати конвой знову. Всі три британських крейсери поринули в атаку. Коли «Шарнхорст» відповів вогнем своїх гармат головного калібру: крейсер «Норфолк» дістав пряме влучення в кормову башту, а також у середину крейсера. У підсумку все радіолокаційне обладнання крейсера, крім однієї системи, виведено з ладу. Загинули один офіцер і шість матросів, ще п'ять чоловік були поранені. Одночасно залпом з 280-міліметрових гармат був накритий «Шеффілд»; крейсер був пошкоджений у різних місцях. Користуючись перевагою в швидкості, «Шарнхорст» вийшов з бою, але відірватися від крейсерів не зміг.
Після цього бою німецький контрадмірал Еріх Бей вирішив повертатися на базу, однак на зворотному шляху його перехопили британські кораблі. О 16:50 всі 10 гармат головного калібру лінкора «Дюк оф Йорк» і 12 шестидюймових гармат крейсера «Ямайка» зустріли «Шарнхорст» шквалом вогню, завдавши йому фатальних пошкоджень. Після цього англійські крейсери і есмінці почали торпедні атаки, випустивши в ході бою 55 торпед, з яких 11 влучили в ціль. О 19:45 німецький лінійний крейсер «Шарнхорст» затонув, разом із ним загинули контрадмірал Бей, командир Хінтце, і 1930 членів екіпажу, з води підібрано лише 36 моряків.
27 грудня 1943 року британські кораблі кинули якір на рейді Ваєнги. 29 грудня конвой JW 55B прибув у Кольську затоку.

#### 1944
1 січня 1944 року зворотний конвой RA 55A дістався фіорду Лох Ю. Новий 1944 рік «Норфолк» зустрів у Баренцевому морі по дорозі з Ваєнги до Скапа-Флоу, слідуючи разом з ескадрою адмірала Фрезера в охороні зворотного конвою RA 55B, який залишив Кольську затоку 31 грудня. 8 січня конвой RA 55B без втрат прибув до Лох Ю.
14 січня важкий крейсер «Норфолк» поставили на тривалий капітальний ремонт і модернізацію в док верфі на Тайні. Крім усунення численних бойових ушкоджень, на крейсері змінили склад озброєння. Знищену в бою у Нордкапа башту «X» зняли, її місце зайняла одна з 3 пар 4-ствольних «пом-помов» MkVIII/MkVII, які у свою чергу змінили 8-ствольні зенітні установки. Кардинально модернізували і радарне обладнання корабля. Роботи тривали понад 9 місяців і лише 4 листопада крейсер повернувся до складу 1-ї ескадри Домашнього флоту, ставши у грудні її флагманським кораблем (прапор контрадмірала Р.Макгрігора).

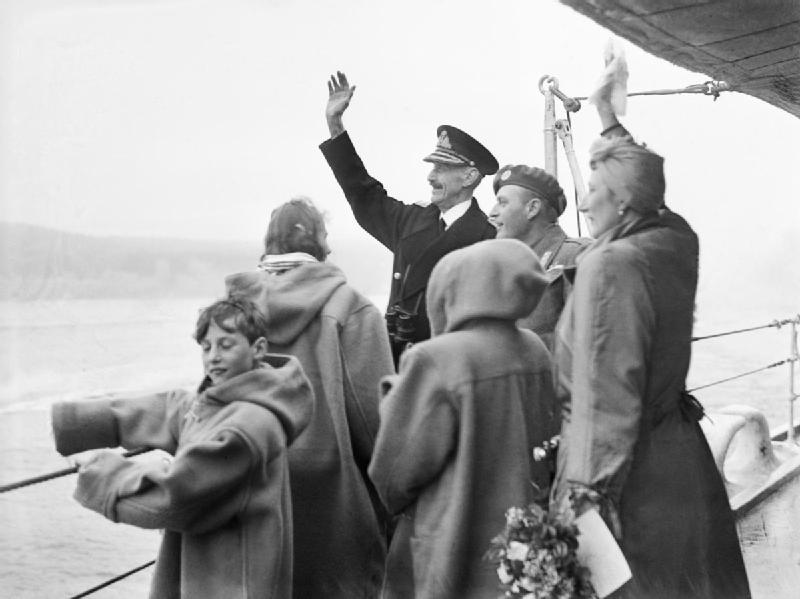
Повернення норвезької королівської родини Гокона VII на борту «Норфолка» до Осло. 1943

#### 1945
З січня 1945 року почалися виходи на патрулювання до узбережжя Норвегії. У ніч на 12 січня Макгрігор, що патрулював в районі Еґерсунда з крейсерами «Норфолк», «Беллона» і 3 есмінцями, виявив конвой противника. В результаті артобстрілу отримали пошкодження кілька суден ворожого конвою, а 2 з них, Bahia Camarones (8 551 т) і Charlotte (4 404 т) були залишені екіпажами і затонули. Перестрілка з 6 кораблями ескорту закінчилася затопленням тральщика М273. Подальша акція була зірвана виходом в атаку на британські кораблі підводного човна U-427, торпеди якого не досягли цілей. Набіги угруповання на судноплавство противника тривали і в подальшому.
4 травня віцеадмірал Макгрігор знову вирушив з Скапа-Флоу до норвезького узбережжя з крейсерами «Норфолк» і «Дайадем», ескортними авіаносцями «Серчер», «Квін» і «Трампітер» і 7 есмінцями для нанесення удару по німецькому судноплавству західніше Нарвіка і атаки бази підводних човнів у Кілботн поблизу Гарстада (операція «Джаджмент»). Внаслідок серії нальотів спорудам бази завдано значної шкоди, потоплені підводний човен U-711, плавбаза підводних човнів і траулер.
6 травня, коли капітуляція Німеччини стала неминучою, почалась операція британського флоту з окупації портів Данії й Норвегії. Авіаційне прикриття цієї акції здійснювали авіаносці з'єднання Р.Макгрігора. До кінця травня з'ясувалося, що в Бергені і Тронгеймі перебувало занадто багато німців, щоб з ними могли впоратися спеціально призначені для прийому капітуляції нечисленні британські офіцери. Туди направили відповідно важкий крейсер «Норфолк» під командуванням Макгрігора і легкий крейсер «Бірмінгем» контрадмірала Каннінгхем-Грехема, які доставили в ці порти окупаційні війська.
5 червня «Норфолк» вийшов з Росайта, маючи на борту короля Норвегії Гокона VII і членів його сім'ї. У супроводі крейсера «Девоншир», на який переніс свій прапор адмірал Р.Макгрігор, він доставив королівську сім'ю в Осло.

### Післявоєнний час
З 18 червня до 22 вересня 1945 року корабель проходив черговий етап ремонту та модернізації в Девонпорті. По завершенню важкий крейсер був направлений флагманським кораблем 5-ї ескадри крейсерів Східного флоту. У східних водах крейсер залишався до квітня 1949 року (з липня 1946 — в складі 4-ї ескадри крейсерів). У травні 1949 року він прибув до метрополії, де був виведений до резерву — спочатку в Девонпорті, а потім, в листопаді, у Фалмут.
2 січня 1950 року відбулася продаж крейсера на злам і 19 лютого важкий крейсер «Норфолк» прибув на верф Cashmore в Ньюпорті для розбирання.
1 червня 1990 року ім'я «Норфолк» урочисто присвоїли новому британському фрегату типу 23 — «Норфолк».